# Landschaftsschutzgebiet Grießebach
Das Landschaftsschutzgebiet Grießebach mit 57,4 ha Flächengröße liegt östlich der Bebauung von Barntrup. Es wurde 2006 mit dem Landschaftsplan Oberes Begatal durch den Kreistag des Kreises Lippe als Landschaftsschutzgebiet (LSG) ausgewiesen. Das kleine Landschaftsschutzgebiet Biotopkomplex Riddersgrund grenzt bei Sonneborn an das LSG. Sonst grenzt meist das Landschaftsschutzgebiet Lipper und Pyrmonter Bergland an.

## Beschreibung
Im Nordwesten bildet meist die Bundesstraße 1 Grenze. Im Nordosten geht das Gebiet bis an die Landesgrenze zu Niedersachsen. Im Süden bildet teils die L 947 die Grenze. Im LSG verläuft die 1994, in diesem Bereich, stillgelegte Bahnstrecke Bielefeld–Hameln. Das LSG umfasst Grießebach mit seiner Aue und den angrenzenden Laubwäldern auf dem Gebiet der Stadt Barntrup und einen Zulauf zur Bega im Frettholz. Im LSG liegen im Süden und Norden je ein größeres Waldgebiet. Teilweise ist der Grießebach durch Steinschüttungen befestigt und größtenteils wird er von einem naturnahen Ufergehölz begleitet. Der Grießebach fließt außerhalb des Waldes durch Acker-, Grünland- und Brachflächen. In der Bachaue liegen vereinzelt bewirtschaftete Fischteiche.
Zum Landschaftsschutzgebiet führt der Landschaftsplan aus: „Das Landschaftsschutzgebiet weist einen Biotopkomplex mit hoher struktureller Vielfalt und hoher Artenvielfalt mit einem Lebensraumtyp nach Anhang I-FFH auf. Der naturnahe Wald ist wertvoll für Höhlenbrüter, die Grünland- und Heckenstrukturen für Hecken- und Gebüschbrüter. Der Bereich dient als Kern-, Vernetzungs- und Refugialbiotop für Lebensgemeinschaften des Kalkbuchenwaldes und der typischen Kulturbiotope.“

## Schutzzwecke für das LSG
Laut Landschaftsplan erfolgte die Ausweisung des LSG
- „zur Erhaltung und Wiederherstellung der Leistungsfähigkeit des Naturhaushaltes in ökologisch besonders wertvoll strukturierten Bereichen mit Wasser-, Klima- und Biotopschutzfunktionen,“
- „zur Erhaltung und Wiederherstellung von Quellbereichen und naturnahen Fließgewässern, Wald- und Grünlandbereichen unterschiedlicher Feuchtestufen, Feldgehölzen, Hecken und Obstwiesen,“
- „zur Erhaltung morphologisch ausgeprägter Bereiche zur Sicherung der landschaftlichen Eigenart und Vielfalt für die Erholung, “
- „zur Erhaltung wertvoller Biotopkomplexe aus Wald-Grünlandbereichen, Fließgewässern und Quellen sowie Biotopen nach § 62 LG mit wichtigen Refugial-, Puffer-, Trittstein- und Vernetzungsfunktionen,“
- „zur Erhaltung und Wiederherstellung wichtiger Rückzugsräume für die bedrohte Tier- und Pflanzenwelt,“
- „zur Sicherung von kulturhistorisch bedeutsamen Landschaften, z. B. Terrassenkulturlandschaften,“
- „zur Sicherung der das Orts- und Landschaftsbild gliedernden und belebenden und die dörflichen Siedlungsstrukturen prägenden Freiraumelemente.“[1]

## Rechtliche Vorschriften
Im Landschaftsschutzgebiet ist unter anderem das Errichten von Bauten und Fischteichen verboten.